# Here Comes the Bride (film 1919)
Here Comes the Bride è un film muto del 1919 diretto da John S. Robertson.
La sceneggiatura di Charles E. Whittaker si basa sul lavoro teatrale di Max Marcin e Roy Atwell (1917), tratto dal romanzo omonimo dello stesso Marcin.

## Trama
Frederick Tile e Ethel Sinclair vorrebbero sposarsi ma Frederick è un avvocato senza un soldo mentre Ethel è la figlia di un ricco magnate che si oppone al loro matrimonio finché il giovane non dimostrerà di valere qualcosa.
In Sud America, esiste un altro Frederick Tile che non ha nessun legame di parentela con l'avvocato. Sua moglie Maria divorzia ma, poiché esiste una clausola nel testamento del padre di lei che dice che il marito perderà tutta l'eredità se si risposa, Maria e il suo avvocato si mettono alla ricerca di qualcuno con lo stesso nome che finga di essere l'ex-marito della donna e lo trovano a New York. Frederick accetta, per centomila dollari, di sposarsi con una donna, rimasta più volte vedova: il loro matrimonio permetterà a Maria di entrare in possesso dell'intera eredità di suo padre.
Ethel e Frederick fuggono insieme, senza che lui le confessi di aver sposato un'altra. Sinclair, il padre della ragazza, per nascondere quella fuga d'amore, annuncia il loro matrimonio e la notizia, che viene pubblicata dai giornali, viene letta dalla vedova. La donna si presenta da Frederick e gli chiede del denaro. Ethel, a scoprire che il fidanzato è già sposato, si dispera, ma la situazione si risolve quando salta fuori il vero marito della vedova, appena rilasciato da Sing Sing. Finalmente Ethel e Frederick sono liberi di sposarsi.

## Produzione
Il film fu prodotto dalla Famous Players-Lasky Corporation

## Distribuzione
Distribuito dalla Paramount Pictures e dalla Famous Players-Lasky Corporation, il film - presentato da Alfred Zukor - uscì nelle sale cinematografiche statunitensi 2 febbraio 1919.
Il film è considerato presumibilmente perduto.